# Gustav Berkhan
Gustav Waldemar Berkhan (* 17. Juni 1882; † Oktober 1914) war ein deutscher Mathematiker.
Berkhan studierte Mathematik in München und Königsberg, wo er 1905 bei Wilhelm Franz Meyer promoviert wurde (Zur projektivischen Behandlung der Dreiecksgeometrie). Danach war er Oberlehrer in Hamburg. Er schrieb einen Artikel über neuere Arbeiten zur Dreiecksgeometrie für die Enzyklopädie der mathematischen Wissenschaften, der dann von Meyer vollendet wurde, nachdem Berkhan im Oktober 1914 an der Front im Ersten Weltkrieg gefallen war.

## Werke
- Zur projektivischen Behandlung der Dreiecksgeometrie, B. G. Teubner, Leipzig 1905 (Inaug.-Diss. Königsberg 25. Mai 1905); Archiv der Mathematik und Physik 11, 1907, S. 1–31 (im Internet-Archiv: )
- Aus dem geometrischen Anfangsunterricht, Lütcke & Wulff, Hamburg 1911